# Minolhaus

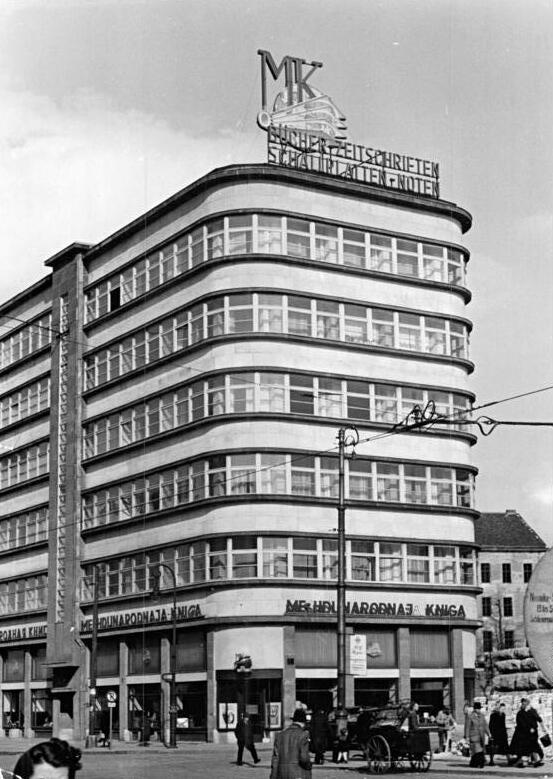
Minolhaus von Südwesten, 1951

Das Minolhaus am Alexanderplatz im Berliner Ortsteil Mitte war ein Ende der 1920er Jahre errichtetes Büro- und Geschäftshaus im Stil der Neuen Sachlichkeit. Seine Bezeichnung geht auf seinen letzten Nutzer zurück, dem ostdeutschen Öl-Vertrieb Minol. Es wurde Ende 1968 abgerissen.

## Geschichte
Im Zuge der U-Bahn-Bauten am Alexanderplatz in den 1920er Jahren wurde der zwischen Georgenkirchplatz im Norden und Alexanderplatz im Süden gelegene Häuserblock, der sogenannte „Hahn-Jürgens-Block“ – benannt nach dem Textil-Kaufhaus Friedrich Hahn und dem Geschäftshaus der Firma Papierbedarf L. Juergens, auch bekannt als das Haus mit den 99 Schafsköpfen – vollständig abgebrochen. An seiner Nordwestseite in der Neuen Königstraße 50 befand sich seit dem 18. Jahrhundert die Apotheke zum Schwarzen Adler, in der Theodor Fontane 1848 arbeitete. Als Ersatzbau für den 1929 abgerissenen Apotheken-Altbau war kurz zuvor durch Günther Nentwich auf dem nächsten nördlich gelegenen Doppelgrundstück Neue Königstraße 52–54 (jetzt: Bernhard-Weiß-Straße, südliche Ostseite) ein sechsgeschossiger Stahlskelettbau mit durchgängig horizontaler Fassadengliederung und umlaufenden Fensterbändern errichtet worden. Das in den Bauakten auch Bürohaus Alex genannte Haus hatte eine dem Berolinahaus ähnliche Fassade aus Travertinplatten.
Nach dem Zweiten Weltkrieg beherbergte das Gebäude zunächst die sowjetische Internationale Buchhandlung (Meshdunarodnaja Kniga, siehe Foto aus dem Jahr 1951), später den Firmensitz des ostdeutschen Öl-Vertriebs Minol.
Das Gebäude bildete in Ermangelung einer endgültigen Bebauung des Hahn-Jürgens-Blocks bis in die 1960er Jahre zusammen mit der Georgenkirche nach Norden den optischen Abschluss des Alexanderplatzes. Es wurde Ende 1968 abgerissen. Heute verläuft über den einstigen Standort des Hauses die gradlinig verlängerte Trasse der Karl-Marx-Allee, die in diesem Abschnitt seit Juni 2006 den Namen Alexanderstraße trägt.